# Discografia di Nelly Furtado
Qui è riportata la discografia di Nelly Furtado, cantautrice canadese.
Nel corso della sua carriera, a partire dal 2000, anno del suo esordio, l'artista ha pubblicato sette album di cui cinque di inediti e due raccolte, supportati da numerosi singoli. Ha pubblicato inoltre tre EP.

## Album

### Album in studio
| Titolo                    | Dettagli | Posizioni raggiunte | Posizioni raggiunte | Posizioni raggiunte | Posizioni raggiunte | Posizioni raggiunte | Posizioni raggiunte | Posizioni raggiunte | Posizioni raggiunte | Posizioni raggiunte | Posizioni raggiunte | Posizioni raggiunte | Posizioni raggiunte | Certificazioni | Vendite                                                              |
| Titolo                    | Dettagli | ITA                 | CAN                 | AUS                 | FRA                 | GER                 | IRL                 | NLD                 | NZL                 | SWE                 | SWI                 | UK                  | US                  | Certificazioni | Vendite                                                              |
| ------------------------- | --- | ------------------- | ------------------- | ------------------- | ------------------- | ------------------- | ------------------- | ------------------- | ------------------- | ------------------- | ------------------- | ------------------- | ------------------- | --- | -------------------------------------------------------------------- |
| Whoa, Nelly!              | - Pubblicato: 24 ottobre 2000 - Etichetta: DreamWorks - Formati: CD, download digitale                      | 14                  | 2                   | 4                   | 46                  | 14                  | 6                   | 7                   | 5                   | 15                  | 6                   | 2                   | 24                  | - Canada: 4× Platino - Australia: 2× Platino - Germania: Oro. - Nuova Zelanda: 3× Platino - Svizzera: Platino - Regno Unito: Platino - Stati Uniti: 2× Platino - Europa: Platino | - Mondo: 8.000.000 - UK: 655.418 - US: 2.020.000                     |
| Folklore                  | - Pubblicato: 23 novembre 2003 - Etichetta: DreamWorks - Formati: CD, download digitale                     | 35                  | 18                  | 82                  | 122                 | 4                   | —                   | 4                   | —                   | —                   | 13                  | 11                  | 38                  | - CAN: Platino - NZ: Oro - SWI: Platino - UK: Oro - US: Oro | - Mondo: 2.000.000 - US: 425.000 - UK: 239.252                       |
| Loose                     | - Pubblicato: 7 giugno 2006 - Etichetta: Mosley, Geffen - Formati: CD, LP, download digitale                | 3                   | 1                   | 4                   | 5                   | 1                   | 2                   | 2                   | 1                   | 5                   | 1                   | 4                   | 1                   | - CAN: 5× Platino - AUS: 2× Platino - FRA: Platino - GER: 5× Platino - NZ: 2× Platino - SWI: 5× Platino - UK: 3× Platino - US: Platino - EU: 3× Platino                          | - Mondo: 12.000.000 - UK: 1.000.000 - GER: 1.000.000 - US: 2.000.000 |
| Mi plan                   | - Pubblicato: 11 settembre 2009 - Etichetta: Nelstar, Universal Latino - Formati: CD, LP, download digitale | 10                  | 20                  | —                   | 41                  | 5                   | —                   | 30                  | —                   | —                   | 3                   | —                   | 39                  | - GER: Oro - SWI: Oro - US: Platino | - Mondo: 3.900.000 - US: 100.000 - GER: 100.000                      |
| The Spirit Indestructible | - Pubblicato: 14 settembre 2012 - Etichetta: Mosley, Interscope - Formati: CD, download digitale            | 36                  | 18                  | —                   | —                   | 3                   | —                   | 41                  | —                   | —                   | 3                   | 46                  | 79                  | |                                                                      |
| The Ride                  | - Pubblicato: 31 marzo 2017 - Etichetta: Nelstar - Formati: CD, 2 LP, download digitale                     | 66                  | 76                  |                     |                     | 65                  |                     | 191                 |                     |                     | 41                  |                     |                     | |                                                                      |

### Raccolte
- 2010 - Mi Plan Remixes
- 2010 - The Best of Nelly Furtado

## EP
- 2004 - Session@AOL
- 2006 - Live Session (su iTunes)
- 2008 - Ediciòn Limitada en Español

## Singoli
| Anno | Titolo                                | Posizione | Posizione | Posizione  | Posizione    | Posizione | Posizione | Posizione | Posizione | Posizione | Posizione | Posizione | Posizione | Posizione | Posizione | Posizione | Album                     |
| Anno | Titolo                                | WW        | U.S.A.    | U.S.A. Pop | U.S.A. Dance | CAN       | UK        | AUS       | GER       | SVI       | EUR       | ITA       | NZ        | OL        | PORT      | POL       | Album                     |
| ---- | ------------------------------------- | --------- | --------- | ---------- | ------------ | --------- | --------- | --------- | --------- | --------- | --------- | --------- | --------- | --------- | --------- | --------- | ------------------------- |
| 2000 | Party's Just Begun (Again)            | —         | —         | —          | —            | —         | —         | —         | —         | —         | —         | —         | —         | —         | —         | —         | Whoa, Nelly!              |
| 2000 | I'm Like a Bird                       | 7         | 9         | 6          | —            | 1         | 5         | 2         | 41        | 17        | —         | 1         | 2         | 4         | —         | 3         | Whoa, Nelly!              |
| 2001 | Turn Off the Light                    | 3         | 5         | 3          | 1            | 7         | 4         | 7         | 31        | 2         | —         | 22        | 1         | 7         | —         | 3         | Whoa, Nelly!              |
| 2001 | ...on the Radio (Remember the Days)   | 25        | —         | —          | —            | 14        | 18        | 53        | 67        | 43        | —         | 28        | 5         | 7         | —         | —         | Whoa, Nelly!              |
| 2002 | Hey, Man!                             | —         | —         | —          | —            | 20        | —         | —         | 49        | —         | —         | —         | —         | 87        | —         | —         | Whoa, Nelly!              |
| 2002 | Trynna Finda Way                      | —         | —         | —          | —            | —         | —         | —         | —         | —         | —         | —         | —         | —         | —         | —         | Whoa, Nelly!              |
| 2003 | Powerless (Say What You Want)         | 9         | 109       | —          | 5            | 6         | 13        | 34        | 8         | 16        | 23        | 26        | 16        | 5         | 8         | —         | Folklore                  |
| 2004 | Try                                   | 28        | —         | —          | —            | 9         | 15        | 61        | 31        | 22        | 25        | 19        | —         | 10        | 1         | —         | Folklore                  |
| 2004 | Força                                 | 20        | —         | —          | —            | 76        | 40        | —         | 9         | 5         | 22        | 34        | —         | 3         | 1         | —         | Folklore                  |
| 2004 | Explode                               | —         | —         | —          | —            | 86        | —         | —         | 34        | 38        | —         | —         | —         | 13        | —         | —         | Folklore                  |
| 2005 | The Grass Is Green                    | —         | —         | —          | —            | —         | —         | —         | 65        | —         | —         | —         | —         | —         | —         | 90        | Folklore                  |
| 2006 | Maneater                              | 4         | 16        | 13         | 1            | 2         | 1         | 3         | 4         | 1         | 1         | 9         | 2         | 10        | 1         | 1         | Loose                     |
| 2006 | Promiscuous (feat. Timbaland)         | 4         | 1         | 1          | 1            | 1         | 3         | 2         | 6         | 6         | 2         | 8         | 1         | 9         | 2         | 2         | Loose                     |
| 2006 | No hay igual (feat Calle 13)          | —         | —         | —          | —            | —         | —         | —         | —         | —         | —         | —         | —         | —         | —         | —         | Loose                     |
| 2006 | All Good Things (Come to an End)      | 5         | 86        | 59         | 1            | 5         | 4         | 12        | 1         | 1         | 1         | 1         | 12        | 1         | 17        | 1         | Loose                     |
| 2006 | Te busqué (feat. Juanes)              | —         | —         | —          | —            | —         | —         | —         | 16        | 79        | 47        | —         | —         | 4         | —         | —         | Loose                     |
| 2007 | Say It Right                          | 2         | 1         | 1          | 1            | 1         | 10        | 2         | 2         | 1         | 1         | 1         | 1         | 2         | 1         | 1         | Loose                     |
| 2007 | In God's Hands                        | —         | —         | —          | —            | —         | 116       | —         | 33        | —         | 70        | 20        | —         | 15        | —         | 5         | Loose                     |
| 2007 | Do It                                 | 59        | 88        | 60         | 1            | 11        | 75        | 24        | 22        | 30        | 24        | 4         | 17        | 16        | 8         | 4         | Loose                     |
| 2008 | Somebody to Love                      | —         | —         | —          | —            | —         | —         | —         | —         | —         | —         | —         | —         | —         | —         | —         | Loose                     |
| 2009 | Manos al aire                         | —         | —         | —          | —            | —         | —         | —         | 2         | 8         | 8         | 2         | —         | —         | 1         | —         | Mi plan                   |
| 2009 | Más                                   | —         | —         | —          | —            | —         | —         | —         | —         | —         | —         | —         | —         | —         | —         | —         | Mi plan                   |
| 2010 | Night Is Young                        | —         | —         | —          | —            | —         | 20        | —         | —         | —         | —         | —         | —         | —         | 33        | —         | The Best of Nelly Furtado |
| 2012 | Big Hoops (Bigger the Better)         | —         | —         | 40         | 6            | 28        | 14        | —         | —         | —         | —         | —         | —         | —         | —         | —         | The Spirit Indestructible |
| 2012 | Spirit Indestructible                 | —         | —         | —          | —            | —         | —         | —         | —         | —         | —         | —         | —         | —         | —         | —         | The Spirit Indestructible |
| 2012 | Parking Lot                           | —         | —         | —          | —            | —         | —         | —         | —         | —         | —         | —         | —         | —         | —         | —         | The Spirit Indestructible |
| 2012 | Waiting for the Night                 | —         | —         | —          | —            | —         | —         | —         | —         | —         | —         | —         | —         | —         | —         | —         | The Spirit Indestructible |
| 2013 | Bucket List                           | —         | —         | —          | —            | —         | —         | —         | —         | —         | —         | —         | —         | —         | —         | —         | The Spirit Indestructible |
| 2016 | Pipe Dreams                           | —         | —         | —          | —            | —         | —         | —         | —         | —         | —         | —         | —         | —         | —         | —         | The Ride                  |
| 2017 | Cold Heart Truth                      | —         | —         | —          | —            | —         | —         | —         | —         | —         | —         | —         | —         | —         | —         | —         | The Ride                  |
| 2017 | Flatline                              | —         | —         | —          | —            | —         | —         | —         | —         | —         | —         | —         | —         | —         | —         | —         | The Ride                  |
| 2017 | Phoenix                               | —         | —         | —          | —            | —         | —         | —         | —         | —         | —         | —         | —         | —         | —         | —         | The Ride                  |
| 2018 | Sticks & Stones                       | —         | —         | —          | —            | —         | —         | —         | —         | —         | —         | —         | —         | —         | —         | —         | The Ride                  |
| 2024 | Love Bites (feat. Tove Lo & SG Lewis) | —         | —         | —          | —            | —         | —         | —         | —         | —         | —         | —         | —         | —         | —         | —         |                           |
| 2024 | Corazòn(feat. Bomba Estéreo)          | —         | —         | —          | —            | —         | —         | —         | —         | —         | —         | —         | —         | —         | —         | —         |                           |

## B-side
| Anno | Canzone                                                         | A-side                              |
| ---- | --------------------------------------------------------------- | ----------------------------------- |
| 2000 | I Feel You feat. Esthero                                        | I'm Like a Bird                     |
| 2001 | Turn Off the Light (remix) feat. Timbaland                      | ...on the Radio (Remember the Days) |
| 2004 | Powerless (Say What You Want) feat. Juanes                      | Força                               |
| 2006 | Undercover                                                      | Promiscuous/Maneater                |
| 2006 | Crazy (Gnarls Barkley cover) (BBC Radio 1, Live Lounge session) | Promiscuous/Maneater                |
| 2006 | What I Wanted                                                   | Say It Right                        |

## Collaborazioni
- I Feel You - feat. Esthero
- Turn Off the Light - (remix) feat. Ms. Jade & Timbaland
- What's Going On - Artists Against AIDS' What's Going On
- Get Ur Freak On - (remix) con Missy Elliott
- Island of wonder - con Caetano Veloso
- Thin Line - Jurassic 5 feat. Nelly Furtado
- Fotografía - duetto con Juanes
- Sacrifice - The Roots feat. Nelly Furtado
- Breathe - Swollen Members feat. Nelly Furtado
- The Harder They Come - Paul Oakenfold feat. Nelly Furtado
- Thin Line - Jarvis Church feat. Nelly Furtado
- Ching Ching - Ms. Jade feat. Nelly Furtado
- Powerless (Say What You Want) - feat. Juanes (spanish version)
- Quando, Quando, Quando - duetto con Michael Bublé
- Maneater - (remix) feat. Lil'Wayne
- Promiscuous - feat. Timbaland
- Te busque - con Juanes
- Crowd Control - con Justin Timberlake (non completato)
- All Good Things (Come to an End) - con Zero Assoluto (italian radio version)
- All Good Things (Come to an end) - con Rea Garvey (german radio version)
- Give It to Me - Timbaland feat. Justin Timberlake & Nelly Furtado
- Appena prima di partire - con Zero Assoluto
- Do it - (remix) con Missy Elliott
- Sexy movimiento - (remix) Wisin & Yandel feat Nelly Furtado
- Tres Fly - in Nelstar* group feat. Tallisman
- Waitin 4 The Streets - in Nelstar* group feat. Plains Of Fascination
- Like - in Nelstar* group
- Fortress Bell - in Nelstar* group
- Rockstar - in Nelstar* group
- Trippin - in Nelstar* group
- Weather Blues - in Nelstar* group
- Post no Bills - in Nelstar* group (ghost track)
- Sun wreap - in Nelstar* group (ghost track)
- Win or Lose (Appena prima di partire) - con Zero Assoluto
- In God's Hands - con Keith Urban
- All Good Things (Come to an End) - con Diego Ferrero
- Broken Strings - con James Morrison
- Jump - con Flo Rida
- Who Wants To Be Alone - con Tiësto
- Morning After Dark - con Timbaland
- Hot-N-Fun - con Nerd
- El Camino de los Sueños - con Antonio Carmona
- Mama Knows - con The Game
- "Corcovado - Quite Nights Of Quiet Stars" (Andrea Bocelli)

## Videografia

### Album video
- 2007 - Loose Mini DVD
- 2007 - Loose: The Concert

### Video musicali
| Anno | Canzone                                                          | Direttore                        |
| ---- | ---------------------------------------------------------------- | -------------------------------- |
| 2000 | I'm Like a Bird                                                  | Francis Lawrence                 |
| 2001 | Turn Off the Light                                               | Sophie Muller                    |
| 2001 | ...on the Radio (Remember the Days)                              | Hype Williams                    |
| 2002 | Hey, Man!                                                        |                                  |
| 2003 | Powerless (Say What You Want)                                    | Bryan Barber                     |
| 2004 | Try                                                              | Sophie Muller                    |
| 2004 | Força                                                            |                                  |
| 2004 | Explode                                                          | Bradley Clayford e Nelly Furtado |
| 2005 | The Grass Is Green                                               | Bradley Clayford                 |
| 2006 | Promiscuous                                                      | Little X                         |
| 2006 | Maneater                                                         | Anthony Mandler                  |
| 2006 | No hay igual                                                     | Israel Lugo & Gabriel Coss       |
| 2006 | Say It Right                                                     | Rankin & Chris                   |
| 2006 | All Good Things (Come to an End)/Lo bueno siempre tiene un final | Israel Lugo e Gabriel Coss       |
| 2007 | In God's Hands/En las manos de Dios                              | Jesse Dylan                      |
| 2007 | Do It                                                            | Aaron A. & Nelly Furtado         |
| 2009 | Manos al aire                                                    | Little X                         |
| 2009 | Màs                                                              | Little X                         |
| 2010 | Bajo otra luz                                                    |                                  |